# Claus Kilian

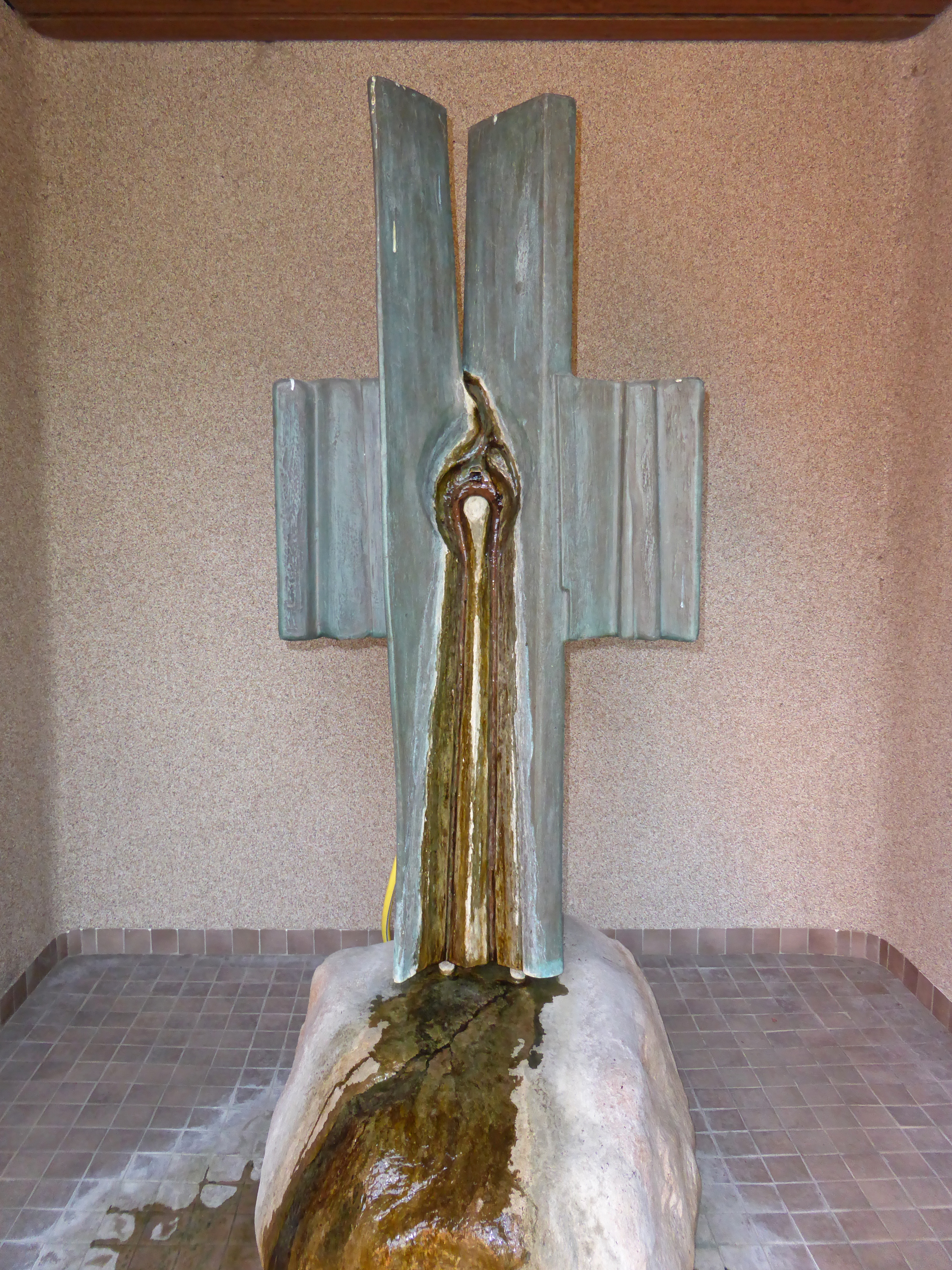
1981 wurde unter dem Glockenturm der katholischen Kirche von Visselhövede ein durch den Braunschweiger Bildhauer Claus Kilian gestaltetes Mahnmal aufgestellt.

Claus Kilian (* 18. Mai 1928 in Glogau (Niederschlesien); † 19. März 2022) war ein deutscher bildender Künstler und römisch-katholischer Diakon.

## Leben
Claus Kilian wurde mit 16 Jahren kriegsverpflichtet und kam nach seiner Kriegsgefangenschaft 1946 als Heimatvertriebener nach Braunschweig. Hier studierte er an der Kunstgewerbeschule, dem Vorläufer der Hochschule für Bildende Künste Braunschweig (HBK). Ursprünglich Werbegrafiker, arbeitete er seit 1960 als selbständiger Künstler fast ausschließlich für Pfarreien und kirchliche Einrichtungen. 
Am 21. August 1975 empfing er durch Bischof von Hildesheim, Heinrich Maria Janssen, das Sakrament der Diakonweihe und war in der Braunschweiger römisch-katholischen Aegidiengemeinde tätig.
Kilian war seit 1953 verheiratet, hat fünf Kinder, 13 Enkel und 18 Urenkel. Am 19. März 2022 starb er im Alter von 93 Jahren.

## Wirken
Seit den 1960er Jahren hat er eine große Zahl von Kirchen im Bistum Hildesheim und darüber hinaus künstlerisch ausgestaltet, ebenso zahlreiche Ruhe- und Gebetsräume in Einrichtungen wie Justizvollzugsanstalten, Krankenhäusern und Kureinrichtungen. 
Sein Werk umfasst Malerei, Mosaik, Buntglasfenster, Metall- und Textilgestaltung in über 100 Kirchen in Deutschland und Europa. Themen und Motive entnahm er vorwiegend der Bibel und der Heiligenlegende, oft mit Bezug auf das Patrozinium der jeweiligen Kirche. Dabei trat der ästhetische und illustrative Aspekt in den Dienst von Deutung und Verkündigung. 
In den letzten Jahren arbeitete Claus Kilian vermehrt mit Pastell- und Ölkreiden und schuf mit diesen „Erzählbilder“, von denen jedes eine eigene Geschichte (weltliche und religiöse) erzählt, bzw. in die der Betrachter Geschichten „hineinerzählen“ und „-denken“ kann. Mit diesen neuen, aber auch ausgewählten älteren Werken gestaltete Kilian Ausstellungen in Seniorenheimen und Bildungshäusern.

## Werke (Auswahl)
- Buntglaswand aus handgefertigtem Echtantikglas mit dem Titel: "Bis Du kommst in Herrlichkeit", für St.-Bonifatius-Kirche, Bad Bodenteich[6]
- Bilderwand der Erlösung in der Kirche St. Maximilian Kolbe in Hamburg-Wilhelmsburg[7]
- Kreuzweg in der Kirche St. Martin in Osterode am Harz
- Entwurf für Glasmalerei-Fenster der ev. Kirche in Hausen (Hess. Lichtenau), ausgeführt 1998